# Séries éliminatoires de la Coupe Stanley 1966
Année précédente Année suivante
Les séries éliminatoires de la Coupe Stanley 1966 font suite à la saison 1965-1966 de la Ligue nationale de hockey. Les Canadiens de Montréal remportent la Coupe Stanley en battant en finale les Red Wings de Détroit sur le score de 4 matchs à 2.

## Tableau récapitulatif
|  | Demi-finales                       | Demi-finales              |          |   | Finale de la Coupe Stanley             | Finale de la Coupe Stanley             |
|  | Demi-finales                       | Demi-finales              |          |   | Finale de la Coupe Stanley             | Finale de la Coupe Stanley             |
|  |                                    |                           |          |   |                                        |                                        |
|  | 7, 9, 12 et 14 avril 1966          | 7, 9, 12 et 14 avril 1966 |          |   | 24, 26, 28 avril, 1er, 3 et 5 mai 1966 | 24, 26, 28 avril, 1er, 3 et 5 mai 1966 |
|  | 7, 9, 12 et 14 avril 1966          | 7, 9, 12 et 14 avril 1966 |          |   | 24, 26, 28 avril, 1er, 3 et 5 mai 1966 | 24, 26, 28 avril, 1er, 3 et 5 mai 1966 |
|  | Montréal                           | 4                         |          |   | 24, 26, 28 avril, 1er, 3 et 5 mai 1966 | 24, 26, 28 avril, 1er, 3 et 5 mai 1966 |
|  | Montréal                           | 4                         |          |   | 24, 26, 28 avril, 1er, 3 et 5 mai 1966 | 24, 26, 28 avril, 1er, 3 et 5 mai 1966 |
|  | Toronto                            | 0                         |          |   | 24, 26, 28 avril, 1er, 3 et 5 mai 1966 | 24, 26, 28 avril, 1er, 3 et 5 mai 1966 |
|  | Toronto                            | 0                         | Montréal | 4 |                                        |                                        |
|  | 7, 10, 12, 14, 17 et 19 avril 1966 |                           | Montréal | 4 |                                        |                                        |
|  |                                    | Détroit                   | 2        |   |                                        |                                        |
|  | Chicago                            | Détroit                   | 2        | 2 |                                        |                                        |
|  | Chicago                            |                           |          | 2 |                                        |                                        |
|  | Détroit                            | 4                         |          |   |                                        |                                        |
|  | Détroit                            | 4                         |          |   |                                        |                                        |

## Détails des séries

### Demi-finales

#### Montréal contre Toronto
| 7 avril | Canadiens de Montréal | 4-3 (1-2, 2-0, 1-1) | Maple Leafs de Toronto | Forum de Montréal 1 440 spectateurs |

| Feuille de match | Feuille de match | Feuille de match            | Feuille de match | Feuille de match                                     |
| ---------------- | --- | --------------------------- | --- | ---------------------------------------------------- |
|                  | - JC. Tremblay — 12 min 6 s (SN) - Ferguson (Backstrom, Larose) — 23 min 5 s Rousseau (Tremblay, Cournoyer) — 28 min 13 s (IN) - Béliveau (Provost) — 57 min 48 s | 0-1 1-1 1-2 2-2 3-2 3-3 4-3 | Shack (Pulford, Kelly) — 2 min 12 s - Mahovlich (Armstrong, Hillman) — 18 min 6 s (SN) - Pulford (Boyer) — 50 min 35 s - | Arbitrage : Frank Udvari Matt Pavelich, John D’Amico |
| Worsley          | Gardiens | Sawchuk                     | | Arbitrage : Frank Udvari Matt Pavelich, John D’Amico |
|                  | |                             | | Arbitrage : Frank Udvari Matt Pavelich, John D’Amico |
| 32               | Tirs | 28                          | | Arbitrage : Frank Udvari Matt Pavelich, John D’Amico |

| 9 avril | Canadiens de Montréal | 2-0 (0-0, 0-0, 2-0) | Maple Leafs de Toronto | Forum de Montréal 15 647 spectateurs |

| Feuille de match | Feuille de match                                                                          | Feuille de match | Feuille de match | Feuille de match                                    |
| ---------------- | ----------------------------------------------------------------------------------------- | ---------------- | ---------------- | --------------------------------------------------- |
|                  | Provost (JC. Tremblay, G. Tremblay) — 49 min 30 s Rousseau (Backstrom, Duff) — 56 min 7 s | 1-0 2-0          | - -              | Arbitrage : Bill Friday Matt Pavelich, John D’Amico |
| Worsley          | Gardiens                                                                                  | Sawchuk          |                  | Arbitrage : Bill Friday Matt Pavelich, John D’Amico |
|                  |                                                                                           |                  |                  | Arbitrage : Bill Friday Matt Pavelich, John D’Amico |
| 40               | Tirs                                                                                      | 25               |                  | Arbitrage : Bill Friday Matt Pavelich, John D’Amico |

| 12 avril | Maple Leafs de Toronto | 2-5 (2-0, 0-3, 0-2) | Canadiens de Montréal | Maple Leaf Gardens 14 996 spectateurs |

| Feuille de match | Feuille de match                                                                | Feuille de match            | Feuille de match | Feuille de match                                   |
| ---------------- | ------------------------------------------------------------------------------- | --------------------------- | --- | -------------------------------------------------- |
|                  | Shack (Keon, Douglas) — 1 min 26 s (SN) Horton (Kelly, Shack) — 17 min 32 s - - | 1-0 2-0 2-1 2-2 2-3 2-4 2-5 | - Backstrom (Duff) — 25 min 16 s Rousseau (G. Tremblay, Béliveau) — 31 min (SN) Harper (Talbot, Balon) — 31 min 26 s Ferguson (Béliveau) — 40 min 16 s Béliveau (Provost, G. Tremblay) — 59 min 50 s (CV) | Arbitrage : Vern Buffey Neil Armstrong, Brian Sopp |
| Bower            | Gardiens                                                                        | Worsley                     | | Arbitrage : Vern Buffey Neil Armstrong, Brian Sopp |
|                  |                                                                                 |                             | | Arbitrage : Vern Buffey Neil Armstrong, Brian Sopp |
| 30               | Tirs                                                                            | 38                          | | Arbitrage : Vern Buffey Neil Armstrong, Brian Sopp |

| 14 avril | Maple Leafs de Toronto | 1-4 (1-0, 0-2, 0-2) | Canadiens de Montréal | Maple Leaf Gardens 14 996 spectateurs |

| Feuille de match | Feuille de match                           | Feuille de match    | Feuille de match | Feuille de match                                |
| ---------------- | ------------------------------------------ | ------------------- | --- | ----------------------------------------------- |
|                  | Hillman (Baun, Keon) — 5 min 40 s (SN) - - | 1-0 1-1 1-2 1-3 1-4 | - G. Tremblay (Rousseau, JC. Tremblay) — 29 min 32 s (SN) G. Tremblay (Cournoyer, Rousseau) — 33 min 28 s (SN) Roberts (Harper) — 44 min 4 s (IN) Duff (Béliveau, JC. Tremblay) — 47 min 16 s (SN) | Arbitrage : Art Skov Neil Armstrong, Brian Sopp |
| Bower            | Gardiens                                   | Worsley             | | Arbitrage : Art Skov Neil Armstrong, Brian Sopp |
|                  |                                            |                     | | Arbitrage : Art Skov Neil Armstrong, Brian Sopp |
| 31               | Tirs                                       | 38                  | | Arbitrage : Art Skov Neil Armstrong, Brian Sopp |

#### Chicago contre Détroit
| 7 avril | Black Hawks de Chicago | 2-1 (2-1, 0-0, 0-0) | Red Wings de Détroit | Chicago Stadium 16 666 spectateurs |

| Feuille de match | Feuille de match                                | Feuille de match | Feuille de match                | Feuille de match                                |
| ---------------- | ----------------------------------------------- | ---------------- | ------------------------------- | ----------------------------------------------- |
|                  | Wharram (Mikita, Jarrett) Hull (Maki, Pilote) - | 1-0 2-0 2-1      | - Prentice (Ullman, Delvecchio) | Arbitrage : Art Skov Neil Armstrong, Brian Sopp |
| Hall             | Gardiens                                        | Crozier          |                                 | Arbitrage : Art Skov Neil Armstrong, Brian Sopp |
|                  |                                                 |                  |                                 | Arbitrage : Art Skov Neil Armstrong, Brian Sopp |
| 28               | Tirs                                            | 30               |                                 | Arbitrage : Art Skov Neil Armstrong, Brian Sopp |

| 10 avril | Black Hawks de Chicago | 0-7 (0-3, 0-1, 0-3) | Red Wings de Détroit | Chicago Stadium 16 666 spectateurs |

| Feuille de match | Feuille de match | Feuille de match                      | Feuille de match | Feuille de match                                   |
| ---------------- | ---------------- | ------------------------------------- | --- | -------------------------------------------------- |
|                  | - -              | 0-1 0-2 0-3 0-4 0-5 0-6 0-7           | Smith (Delvecchio, Ullman) — 4 min 34 s (SN) Howe (Delvecchio) — 12 min 33 s Smith (Ullman, Howe) — 16 min 50 s (SN) Bathgate (Prentice, Howe) — 33 min 27 s (SN) Prentice (Howe) — 41 min 39 s Bathgate (McDonald) — 43 min 34 s Marshall (McDonald, Ullman) — 46 min (SN) | Arbitrage : John Ashley Neil Armstrong, Brian Sopp |
| Crozier          | Gardiens         | Hall (47 min 6 s) Dryden (12 min 4 s) | | Arbitrage : John Ashley Neil Armstrong, Brian Sopp |
|                  |                  |                                       | | Arbitrage : John Ashley Neil Armstrong, Brian Sopp |
| 24               | Tirs             | 30                                    | | Arbitrage : John Ashley Neil Armstrong, Brian Sopp |

| 12 avril | Red Wings de Détroit | 1-2 (1-0, 0-2, 0-0) | Black Hawks de Chicago | Olympia Stadium 14 495 spectateurs |

| Feuille de match | Feuille de match                         | Feuille de match | Feuille de match                                                            | Feuille de match                                    |
| ---------------- | ---------------------------------------- | ---------------- | --------------------------------------------------------------------------- | --------------------------------------------------- |
|                  | Watson (Boivin, Gadsby) — 15 min 1 s - - | 1-0 1-1 1-2      | - Maki (Mikita, Hull) — 26 min 19 s (SN) Nesterenko (Ravlich) — 38 min 43 s | Arbitrage : Bill Friday John D’Amico, Matt Pavelich |
| Crozier          | Gardiens                                 | Hall             |                                                                             | Arbitrage : Bill Friday John D’Amico, Matt Pavelich |
|                  |                                          |                  |                                                                             | Arbitrage : Bill Friday John D’Amico, Matt Pavelich |
| 30               | Tirs                                     | 24               |                                                                             | Arbitrage : Bill Friday John D’Amico, Matt Pavelich |

| 14 avril | Red Wings de Détroit | 5-1 (1-1, 1-0, 3-0) | Black Hawks de Chicago | Olympia Stadium 14 418 spectateurs |

| Feuille de match | Feuille de match | Feuille de match        | Feuille de match                               | Feuille de match                                     |
| ---------------- | --- | ----------------------- | ---------------------------------------------- | ---------------------------------------------------- |
|                  | Henderson (Ullman, MacGregor) — 3 min 15 s (SN) - Henderson (Marshall, Bergman) — 22 min 59 s Bathgate (Delvecchio, Prentice) — 41 min 6 s Watson (Delvecchio) — 41 min 55 s Howe (Smith, Delvecchio) — 48 min 8 s (SN) | 1-0 1-1 2-1 3-1 4-1 5-1 | - Mikita (Stapleton, Hay) — 8 min 4 s (SN) - - | Arbitrage : Frank Udvari John D’Amico, Matt Pavelich |
| Crozier          | Gardiens | Hall                    |                                                | Arbitrage : Frank Udvari John D’Amico, Matt Pavelich |
|                  | |                         |                                                | Arbitrage : Frank Udvari John D’Amico, Matt Pavelich |
| 32               | Tirs | 21                      |                                                | Arbitrage : Frank Udvari John D’Amico, Matt Pavelich |

| 17 avril | Black Hawks de Chicago | 3-5 (0-2, 2-1, 1-2) | Red Wings de Détroit | Chicago Stadium 16 666 spectateurs |

| Feuille de match | Feuille de match                                                                                               | Feuille de match                | Feuille de match | Feuille de match                                   |
| ---------------- | --- | ------------------------------- | --- | -------------------------------------------------- |
|                  | - Mohns (Stapleton) — 23 min 5 s Stapleton (Esposito) — 34 min 51 s (SN) - Hull (Stapleton, Hay) — 56 min 28 s | 0-1 0-2 0-3 1-3 2-3 2-4 2-5 3-5 | Ullman (MacGregor, Bergman) — 8 min 14 s Fonteyne — 15 min 8 s (IN) Bathgate (Prentice, Howe) — 21 min 19 s (SN) - Howe (Ullman, MacGregor) — 51 min 41 s Ullman — 55 min 43 s - | Arbitrage : Vern Buffey Brian Sopp, Neil Armstrong |
| Hall             | Gardiens | Crozier                         | | Arbitrage : Vern Buffey Brian Sopp, Neil Armstrong |
|                  | |                                 | | Arbitrage : Vern Buffey Brian Sopp, Neil Armstrong |
| 31               | Tirs | 27                              | | Arbitrage : Vern Buffey Brian Sopp, Neil Armstrong |

| 19 avril | Red Wings de Détroit | 3-2 (1-0, 0-2, 2-0) | Black Hawks de Chicago | Olympia Stadium 15 154 spectateurs |

| Feuille de match | Feuille de match | Feuille de match    | Feuille de match                                                         | Feuille de match                                    |
| ---------------- | --- | ------------------- | ------------------------------------------------------------------------ | --------------------------------------------------- |
|                  | Bathgate (Prentice, Ullman) — 2 min 51 s (SN) - Prentice (Delvecchio, Howe) — 56 min 25 s Prentice (Delvecchio, Gadsby) — 57 min 28 s | 1-0 1-1 1-2 2-2 3-2 | - Esposito (Hull, Pilote) — 34 min 24 s (SN) Stapleton — 37 min 54 s - - | Arbitrage : John Ashley Matt Pavelich, John D’Amico |
| Crozier          | Gardiens | Hall                |                                                                          | Arbitrage : John Ashley Matt Pavelich, John D’Amico |
|                  | |                     |                                                                          | Arbitrage : John Ashley Matt Pavelich, John D’Amico |
| 30               | Tirs | 28                  |                                                                          | Arbitrage : John Ashley Matt Pavelich, John D’Amico |

### Finale
| 24 avril | Canadiens de Montréal | 2-3 (0-1, 1-1, 1-1) | Red Wings de Détroit | Forum de Montréal 15 070 spectateurs |

| Feuille de match | Feuille de match                                                           | Feuille de match    | Feuille de match                                                                                      | Feuille de match                                   |
| ---------------- | -------------------------------------------------------------------------- | ------------------- | --- | -------------------------------------------------- |
|                  | - Backstrom (JC. Tremblay) — 24 min 23 s - Harper (Rousseau) — 42 min 36 s | 0-1 1-1 1-2 1-3 2-3 | Smith (Bathgate) — 13 min 25 s - Gadsby (McDonald) — 25 min 14 s Henderson (Marshall) — 42 min 14 s - | Arbitrage : Vern Buffey Brian Sopp, Neil Armstrong |
| Worsley          | Gardiens                                                                   | Crozier             | | Arbitrage : Vern Buffey Brian Sopp, Neil Armstrong |
|                  |                                                                            |                     | | Arbitrage : Vern Buffey Brian Sopp, Neil Armstrong |
| 35               | Tirs                                                                       | 35                  | | Arbitrage : Vern Buffey Brian Sopp, Neil Armstrong |

| 26 avril | Canadiens de Montréal | 2-5 (1-1, 0-0, 1-4) | Red Wings de Détroit | Forum de Montréal 14 550 spectateurs |

| Feuille de match | Feuille de match                                                                              | Feuille de match            | Feuille de match | Feuille de match                                    |
| ---------------- | --------------------------------------------------------------------------------------------- | --------------------------- | --- | --------------------------------------------------- |
|                  | JC. Tremblay (Béliveau, Cournoyer) — 6 min 55 s (SN) - Cournoyer (Harper, Price) — 42 min - - | 1-0 1-1 1-2 1-3 2-3 2-4 2-5 | - Bathgate (Prentice, Ullman) — 13 min 39 s MacGregor (Henderson, Ullman) — 41 min 55 s McDonald (Gadsby, Smith) — 42 min 45 s - Smith (Bathgate) — 42 min 28 s Prentice (Delvecchio) — 46 min 25 s | Arbitrage : Frank Udvari Brian Sopp, Neil Armstrong |
| Worsley          | Gardiens                                                                                      | Crozier                     | | Arbitrage : Frank Udvari Brian Sopp, Neil Armstrong |
|                  |                                                                                               |                             | | Arbitrage : Frank Udvari Brian Sopp, Neil Armstrong |
| 24               | Tirs                                                                                          | 35                          | | Arbitrage : Frank Udvari Brian Sopp, Neil Armstrong |

| 28 avril | Red Wings de Détroit | 2-4 (1-2, 0-0, 1-2) | Canadiens de Montréal | Olympia Stadium 15 154 spectateurs |

| Feuille de match | Feuille de match                                                | Feuille de match        | Feuille de match | Feuille de match                                    |
| ---------------- | --------------------------------------------------------------- | ----------------------- | --- | --------------------------------------------------- |
|                  | Ullman — 4 min 20 s - Howe (Marshall, Delvecchio) — 59 min 59 s | 1-0 1-1 1-2 1-3 1-4 2-4 | - Balon (Harper, Richard) — 15 min 40 s Béliveau — 19 min 12 s G. Tremblay (Béliveau) — 41 min 45 s G. Tremblay (JC. Tremblay, Rousseau) — 43 min 21 s (SN) - | Arbitrage : John Ashley John D’Amico, Matt Pavelich |
| Crozier          | Gardiens                                                        | Worsley                 | | Arbitrage : John Ashley John D’Amico, Matt Pavelich |
|                  |                                                                 |                         | | Arbitrage : John Ashley John D’Amico, Matt Pavelich |
| 31               | Tirs                                                            | 31                      | | Arbitrage : John Ashley John D’Amico, Matt Pavelich |

| 1er mai | Red Wings de Détroit | 1-2 (0-0, 1-1, 0-1) | Canadiens de Montréal | Olympia Stadium |

| Feuille de match                          | Feuille de match                                | Feuille de match | Feuille de match                                                                           | Feuille de match                                 |
| ----------------------------------------- | ----------------------------------------------- | ---------------- | ------------------------------------------------------------------------------------------ | ------------------------------------------------ |
|                                           | Ullman (MacGregor, Henderson) — 31 min 24 s - - | 1-0 1-1 1-2      | - Béliveau (JC. Tremblay, Duff) — 39 min 51 s (SN) Backstrom (Duff, Roberts) — 53 min 37 s | Arbitrage : Art Skov John D’Amico, Matt Pavelich |
| Crozier (5 min 48 s) Bassen (54 min 12 s) | Gardiens                                        | Worsley          |                                                                                            | Arbitrage : Art Skov John D’Amico, Matt Pavelich |
|                                           |                                                 |                  |                                                                                            | Arbitrage : Art Skov John D’Amico, Matt Pavelich |
| 23                                        | Tirs                                            | 33               |                                                                                            | Arbitrage : Art Skov John D’Amico, Matt Pavelich |

| 3 mai | Canadiens de Montréal | 5-1 (2-0, 2-1, 1-0) | Red Wings de Détroit | Forum de Montréal 15 017 spectateurs |

| Feuille de match | Feuille de match | Feuille de match        | Feuille de match                               | Feuille de match                                   |
| ---------------- | --- | ----------------------- | ---------------------------------------------- | -------------------------------------------------- |
|                  | Provost (Backstrom, JC. Tremblay) — 1 min 6 s Cournoyer (JC. Tremblay, G. Tremblay) — 19 min 21 s (SN) Balon (Rochefort, Richard) — 21 min 5 s Rousseau (Duff, Backstrom) — 31 min 22 s - Duff (Richard) — 45 min 31 s | 1-0 2-0 3-0 4-0 4-1 5-1 | - Ullman (Henderson, Bathgate) — 34 min 22 s - | Arbitrage : John Ashley Neil Armstrong, Brian Sopp |
| Worsley          | Gardiens | Crozier                 |                                                | Arbitrage : John Ashley Neil Armstrong, Brian Sopp |
|                  | |                         |                                                | Arbitrage : John Ashley Neil Armstrong, Brian Sopp |
| 33               | Tirs | 21                      |                                                | Arbitrage : John Ashley Neil Armstrong, Brian Sopp |

| 5 mai | Red Wings de Détroit | 2-3 (pr) (1-0, 1-1, 0-1, 1-0) | Canadiens de Montréal | Olympia Stadium 15 154 spectateurs |

| Feuille de match | Feuille de match                                                                         | Feuille de match    | Feuille de match | Feuille de match                                     |
| ---------------- | ---------------------------------------------------------------------------------------- | ------------------- | --- | ---------------------------------------------------- |
|                  | - Ullman (Delvecchio, Howe) — 31 min 55 s (SN) Smith (McDonald, Bergman) — 50 min 30 s - | 0-1 0-2 1-2 2-2 2-3 | Béliveau (Provost, G. Tremblay) — 9 min 3 s Rochefort (Richard, Balon) — 30 min 11 s - Richard (Balon, Talbot) — 62 min 20 s | Arbitrage : Frank Udvari John D’Amico, Matt Pavelich |
| Crozier          | Gardiens                                                                                 | Worsley             | | Arbitrage : Frank Udvari John D’Amico, Matt Pavelich |
|                  |                                                                                          |                     | | Arbitrage : Frank Udvari John D’Amico, Matt Pavelich |
| 30               | Tirs                                                                                     | 22                  | | Arbitrage : Frank Udvari John D’Amico, Matt Pavelich |

## Effectif champion
- Joueurs : Ralph Backstrom, Jean Béliveau (capitaine), Dave Balon, Yvan Cournoyer, Dick Duff, John Ferguson, Terry Harper, Ted Harris, Jacques Laperrière, Charlie Hodge, Claude Larose, Noel Price, Claude Provost, Henri Richard, Jim Roberts, Léon Rochefort, Bobby Rousseau, Jean-Guy Talbot, Gilles Tremblay, Jean-Claude Tremblay, Gump Worsley
- Dirigeants : Hartland Molson, Sam Pollock (directeur général) et Toe Blake (entraîneur en chef)[4]